# Serrat del Tossal (Torallola)
El Serrat del Tossal és una serrat del municipi de Conca de Dalt, antigament del de Toralla i Serradell, a l'àmbit del poble de Torallola.
És al nord-est i molt a prop de Torallola, en el pendís que des del poble baixa cap al barranc de la Roca del Carant. L'Obaga s'estén en el seu vessant septentrional.